# Store Magleby Sogn
Store Magleby Sogn er et sogn i Amagerland Provsti (Københavns Stift). Sognet ligger fra og med 1. april 1974 i Dragør Kommune (Region Hovedstaden). Indtil Kommunalreformen i 2007 lå det i Dragør Kommune (Københavns Amt), og indtil Kommunalreformen i 1970 (dog først fra 1. april 1974) lå det i Sokkelund Herred (Københavns Amt) og fungerede også som kommune. I Store Magleby Sogn ligger Store Magleby Kirke. Sognet var altså en blandt 277 kommuner i Danmark fra 1. april 1970 til 1. april 1974, hvorefter der var 275 kommuner i Danmark frem til 1. januar 2003, hvor Bornholms Regionskommune opstod.

## Nederlændere på Amager
Store Magleby blev kendt som hollænderbyen, efter at Christian 2. fik hentet 163 nederlandske familier til Amager, der skulle dyrke grøntsager for hans kone, dronning Elisabeth. Det siges at indvandrerne kom fra Waterland i den nederlandske provins Noord-Holland. 
Nyere forskning tyder på, at indvandrerne kom fra flere steder i de daværende Nederlande, inklusive det nuværende Belgien. Bl.a. fra grøntsagsområdet omkring Mechelen, hvor Elisabeth kom fra og hvor der fandtes en stærk tradition for forædling af grøntsager i 1500-tallet. 
Havnebyen Nieuwpoort i grevskabet Flandern, hvor Christian 2.s sekretær Scepperus kom fra, nævnes også. Waterland i provinsen Holland selv var for sumpet et område til, at grøntsagsdyrkningen kunne være foregået på særlig højt niveau. Det ved man fra detaljerede samtidige indberetninger. Dog kunne almindelige bønder være kommet herfra, mens de mere specialiserede gartnere må være kommet fra andre egne i Nederlandene.
Førstehåndskilder, der redegør for, hvor præcist i Nederlandene indvandrerne kom fra, er gået tabt.

## Stednavne
I Store Magleby Sogn findes flg. autoriserede stednavne:
- Aflandshage (areal)
- Kongelunden (areal)
- Store Magleby (bebyggelse, ejerlav)
- Sydstranden (bebyggelse)
- Søvang (bebyggelse)

## Valgresultater
| 1 | 4 |

| 5 |

| 5 |

| 5 |

| 3 | 2 |

| 5 |

| 1 | 4 |

| 5 |

| 1 | 4 |

| 5 |

| 1 | 3 | 1 |

| 5 |

| 2 | 3 |

| 5 |

| 2 | 3 |

| 5 |

| 2 | 5 |

| 7 |

| 2 | 5 |

| 7 |

| 2 | 5 |

| 7 |

| 2 | 5 |

| 7 |

| 2 | 5 |

| 7 |

| 2 | 5 |

| 6 | 1 |

| 2 | 5 | 1 | 1 |

| 8 |

| 3 | 6 |

| 8 |